# Félénkség
A félénkség egy olyan érzelem, amely félelemmel, a kényelemérzet hiányával, vagy ügyetlenséggel jár együtt, különösen, ha valaki más emberek társaságában tartózkodik. Ez gyakran új helyzetekben vagy ismeretlen emberek környezetében fordul elő. A félénkség olyan emberek jellemvonása lehet, akik alacsony önbecsüléssel rendelkeznek. A félénkség erősebb formája a társas szorongás vagy szociális fóbia.
A félénkség elsődleges meghatározó vonása egy nagyrészt ego-központú félelem, hogy mások mit fognak gondolni a személy viselkedéséről. Ennek eredménye, hogy a személy, egyre inkább fél cselekedni, vagy azt mondani, amit ő akar, mivel fél a negatív reakcióktól, hogy kinevetik vagy megalázzák, illetve fél a kritikától és/vagy elutasítástól. Egy félénk ember egyszerűen  ehelyett úgy dönt, hogy elkerüli a társas helyzeteket.
A félénkség egyik fontos vonatkozása a szociális készségek fejlesztése. Az iskolák és a szülők alaphelyzetben azt feltételezik, hogy a gyermekek képesek a hatékony társas interakcióra. A társas készségek fejlesztése nem élvez elsőbbséget (ellentétben az írás-olvasással), ennek eredménye, hogy a félénk tanulóknak nincs lehetősége arra, hogy fejlesszék a képességüket, hogy részt vegyenek az órán, valamint hassanak társaikra. A tanárok modellezhetik a szociális készségeket, és egy kevésbé közvetlen vagy megfélemlítő módon tehetnek fel kérdéseket, annak érdekében, hogy finoman ösztönözzék, hogy a félénk tanulók megszólaljanak az órán vagy barátkozzanak a többi gyerekkel.

## Eredete
A félénkség gyökere változó. A tudósok úgy vélik, hogy megtalálták a genetikai adatokat, amelyek alátámasztják a feltételezést , hogy a félénkség, legalábbis részben genetikai eredetű. Azonban van bizonyíték, ami arra utal, hogy a környezet, amelyben egy személy felnő, szintén felelős lehet a félénkségért. Ez magában foglalja a gyermekbántalmazást, különösen érzelmi bántalmazást, mint például a gúnyosságot. A félénkség azután is jelentkezhet, hogy egy személy fizikai szorongást tapasztalt; más esetben a félénkség jelenik meg előbb, majd később okoz fizikai tüneteket. A félénkség eltér a társas szorongástól, ami egy tágabb, gyakran depresszióval kapcsolatos pszichológiai állapot, ami magában foglalja a félelem tapasztalatát, vagy az aggodalmat, hogy mások megítélnek minket a társas helyzetekben. Ez egészen a pánik tapasztalásának mértékéig fokozódhat.
A félénkség okai lehetnek genetikai tulajdonságok, a környezet, amelyben egy személy felnő, és a személyes tapasztalatok is. Félénkség személyiségvonás is lehet, amely a gyermekek fejlődésének bizonyos szakaszai során jelentkezhet.

## Személyiségvonás
A félénkség megjelenése az ismeretlen helyzetekben a legvalószínűbb, bár súlyos esetekben előfordulhat, az egyén útját az ismerős helyzetekben, kapcsolatokban is akadályozza. A félénk emberek kerülik félelmük tárgyát, annak érdekében, hogy elkerüljék a kellemetlen érzést; így a helyzetek továbbra is ismeretlenek maradnak, ezzel a félénkség állandósítja önmagát. A félénkség idővel elhalványulhat; pl. egy gyermek aki félénk idegenek felé lehet, hogy előbb-utóbb elveszíti ez a tulajdonságát, ha idősebb lesz, és társas kapcsolataiban ügyesebb lesz. Ez gyakran a serdülőkor vagy a fiatal felnőttkor során fordul elő (általában 13 éves kor körül), néhány esetben viszont egész életen át tartó tulajdonság marad. Az adatok arra utalnak, hogy három különböző személyiségtípus jellemző a gyermeklét során: a könnyű, a lassan bemelegedő, és a nehéz, de mindhárom hajlamos megváltozni, amikor a gyermek felnő. A szélsőséges vonások kevésbé lesznek hangsúlyosak, a személyiségük idővel kiszámítható mintákban fejlődik. Bebizonyosodott, hogy a tendencia változatlan marad, hogy a problémákat belsővé vagy külsővé tegyék. A félénk személyiségűek hajlamosak a problémákat belsővé tenni, vagy időzni a problémákon, ahelyett hogy kifejezzék az aggodalmaikat és ez betegségekhez vezet: depresszióhoz vagy szorongáshoz. Az emberek különböző területeken és különböző fokig tapasztalják a félénkséget.
A félénkség a tanulmányok során is meghatározó szempont lehet. Megállapították, hogy negatív kapcsolat van a félénkség és a tantermi teljesítés között. Amint az egyén félénksége fokozódik, a tantermi teljesítménye láthatóan csökken.
A félénkség magában foglalhatja, hogy nehezen tudja valaki, hogy mit mondjon a társas helyzetekben, vagy bénító fizikai megnyilvánulásai lehetnek nyugtalanságának. A félénkség általában magában foglalja a kettő tünet kombinációját, ez elég lesújtó lehet a szenvedő fél számára, de sok esetben ahhoz vezeti őket, hogy úgy érzik, hogy ők unalmasak, vagy éppen bizarr viselkedésük lesz tőle és ezzel kísérletet tesznek arra, hogy érdeklődést keltsenek, így idegenítve tovább önmagukat a többiektől. Azok a viselkedési tulajdonságok, mint a mosolygás, vagy a könnyed társalgási témák, a nyugodt testtartás, illetve szembe tekintés, feltehetőleg nem válnak egy félénk ember másodlagos természetévé. Az ilyen emberek csak nagy nehézségek árán tesznek sort ilyen jellemzőkre, de az is lehet, hogy lehetetlenné válik számukra, hogy ezek náluk megjelenjenek.
Akik félénkek, negatívabban jelennek meg olyan kultúrákban amelyek a társas kapcsolatot értékelik. A félénk egyének gyakran távolságtartóak a beszélgetések során, amelynek következtében a mások lesújtó véleménnyel lehetnek róluk. Az emberek, akik nem félénkek, előretörőek, agresszívek, vagy kritikusak lehetnek a félénk emberekkel, hogy kísérletet tegyenek rá, hogy "kicsalogassák őket a csigaházukból". Ez valójában azt eredményezi, hogy egy félénk ember még jobban visszavonul, ez öntudatosabbá teszi őket, és ez kényelmetlen számukra.

## Félreértések és negatív vonatkozások
Sok félreértés és előítélet kering a félénk emberekkel kapcsolatban a nyugati kultúrában. Ez azért van így, mert az individualista kultúrák kevesebb értéket tulajdonítanak a csendességnek és szerénységnek a társas helyzetekben, és gyakrabban jutalmazzák a bátrabb viselkedéseket. Néhány félreértés abból adódik, hogy a introvertáltságot és a szociális fóbiát egyenlőnek veszik a félénkséggel, és azt hiszik, hogy a félénk emberek kevésbé intelligensek.

### Intelligencia
Nincs összefüggés (pozitív vagy negatív) az intelligencia és a félénkség között. A kutatások azt jelzik, hogy a félénk gyermekeknek nehezebb kifejezni a tudásukat a társas helyzetekben (amit a legtöbb tanrend használ) és mivel nem vesznek részt aktívan a beszélgetésekben, a tanárok kevésbé tekintik őket intelligensnek. A társas tanulás elméletével összhangban, a társakkal és tanárokkal való foglalkozás hiánya nehézzé teszi egy félénk diák számára, hogy tanuljon. A dolgozateredmények viszont azt jelzik, hogy a félénkségnek nincs köze a tényleges tanulmányi tudáshoz. A tanár saját félénkségétől függően több indirekt (ellentétben a társaságival) stratégiát használnak rá, hogy tudást adjanak át az osztályteremben, és ehhez hozzászoknak. A megfigyelés azonban azt mondja, hogy a félénk egyéneket a kezdeti találkozó után gyakrabban értékelik kevésbé intelligensnek. A rendszeres interakció során viszont a félénk egyének intelligenciáját pozitívabbnak látják.

## Előnyök
Thomas Benton azt állítja, hogy mivel a félénk embernek "önkritikára van hajlama, gyakran nagy sikereket érnek, de nem csak a magányos tevékenységekben, mint például a kutatás vagy az írás. Talán a független eredménynél jobban sóvárognak a félénk emberek az önzetlen viselkedésre." Susan Cain írja le a következőképpen az előnyöket, amelyeket a félénk emberek hoznak a társadalomba. Ezeket az Egyesült Államok kulturális normái nem értékelik. A jellemvonások nélkül, amit a félénk emberek hoznak a társas interakciókba: az érzékenység, az elképzelések értékelése, és az értékes hallgatási képességek nélkül nem volna egyensúly a társadalomban. A korábbi generációkban, mint például az 1950-es évek generációja volt, a társadalom a félénkséget egy társadalmilag vonzó tulajdonságnak látta, különösen a nőknél, jelezve azt, hogy a félénkségről való vélekedés kultúránként eltérhet.

## Lásd még
- Bátorság
- Szociális fóbia
- Mutizmus
- Avoidant személyiségzavar
- Szuperérzékenység

## Fordítás
- Ez a szócikk részben vagy egészben  a   Shyness című angol Wikipédia-szócikk ezen változatának fordításán alapul.  Az eredeti cikk szerkesztőit annak laptörténete sorolja fel. Ez a jelzés csupán a megfogalmazás eredetét és a szerzői jogokat jelzi, nem szolgál a cikkben szereplő információk forrásmegjelöléseként.